# Pactolinus latipes
Pactolinus latipes är en skalbaggsart som först beskrevs av Palisot de Beauvois 1805.  Pactolinus latipes ingår i släktet Pactolinus och familjen stumpbaggar. Inga underarter finns listade i Catalogue of Life.